# Новополянское
Новополя́нское — село в Сосновоборском районе Пензенской области России. Входит в состав Шугуровского сельсовета.

## География
Село находится в восточной части Пензенской области, в пределах Приволжской возвышенности, в лесостепной зоне, на расстоянии примерно 25 км (по прямой) к северо-востоку от Сосновоборска, административного центра района. Абсолютная высота — 276 м над уровнем моря.

### Климат
Климат характеризуется как умеренно континентальный, с холодной продолжительной зимой и тёплым летом. Средняя температура воздуха самого тёплого месяца (июля) — 19 °C (абсолютный максимум — 39 °C); самого холодного (января) — −13 °C (абсолютный минимум — −46 °C). Среднегодовое количество атмосферных осадков варьируется от 480 до 627 мм, из которых большая часть выпадает в тёплый период. Снежный покров держится в течение 150—160 дней.

### Часовой пояс
Село Новополянское, как и вся Пензенская область, находится в часовой зоне МСК (московское время). Смещение применяемого времени относительно UTC составляет +3:00.

## История
12 июня 1952 года селу Собакино присвоено наименование Новополянское.

## Население
| 1864 | 1877 | 1897 | 1911 | 1926 | 1930 | 1939 |
| ---- | ---- | ---- | ---- | ---- | ---- | ---- |
| 469  | ↗532 | ↗667 | ↗959 | ↘888 | ↗980 | ↘373 |
| 1959 | 1979 | 1989 | 1996 | 2002 | 2010 |      |
| ↗402 | ↘292 | ↘153 | ↘91  | ↗116 | ↘63  |      |

### Национальный состав
Согласно результатам переписи 2002 года, в национальной структуре населения мордва составляла 77 % из 116 чел.